# ПМР-1 (противолодочная мина-ракета)
ПМР-1 «Кальмар» - Противолодочная широкополосная мина-ракета с системой наведения для активных скрытных минных постановок из 533-мм торпедных аппаратов подводных лодок или с помощью забортных погрузочных устройств на надводных кораблях.
Мины-ракеты применяются в районах с большими глубинами. Мины такого типа предназначены для поражения подводных лодок идущих со скоростью 6-30 узлов на глубине 30-400 метров.

Интервал между минами — 450 м, между линиями — 700 м.

## История проектирования
Разработку мины ПМР-1 осуществляло НИИ-400 (ныне ЦНИИ "Гидроприбор") под руководством главного конструктора Л.П. Матвеева, а системы наведения - под руководством главного конструктора - И.А. Комарова. В 1970 году данная мина-ракета была принята на вооружение ВМФ СССР для постановки с надводных кораблей и из 533-мм торпедных аппаратов подводных лодок.

## Конструкция
Противолодочная мина-ракета ПМР-1 имела удлинённую цилиндрическую форму и представляла собой комбинацию якоря с механизмом установки на заданную глубину, батарейного блока, приборов функционирования и защиты, контейнер с неуправляемой ракетой, и пассивной акустической системы обнаружения целей, которая реагировала на акустическое поле корабля в полусферической зоне радиусом 340 метров с направлением в верх. 

## Принцип действия
Мина ПМР-1 ставилась с надводного корабля или из торпедного аппарата подводной лодки как якорная мина на глубинах до 800 метров. При обнаружении пассивной акустической системой подводной лодки корабля-цели происходит определение параметров движения цели (пеленг, глубина хода, скорость и дистанция) и расчет траектории её перехвата. После открытия крышки контейнера ракета выходит из него и по расчётной траектории движется в точку встречи с целью со скоростью 80 м/сек. Подрыв заряда взрывчатого вещества ракеты происходил от неконтактного взрывателя с временным интервалом срабатывания, который определялся при расчёте траектории перехвата цели.     

## Модификации
- ПМР-1 «Кальмар» - базовая модель, на вооружении с 1970 года
- ПМР-2 «Голец» - улучшенная модель с увеличенным местом постановки, тремя ступенями предохранения, активно-пассивной системой наведения, управляемой ракетой с инерциальной системой управления и комбинированным взрывателем. На вооружении с 1973 года
- ПМК-1 - экспортный вариант ПМР-2 «Голец»[1].